# ماغنوس وسترغارد
ماغنوس وسترغارد (بالدنماركية: Magnus Westergaard)‏ هو لاعب كرة قدم دنماركي في مركز الوسط، ولد في 27 مايو 1998 في الدنمارك في مملكة الدنمارك. لعب مع نادي لينغبي.

## وصلات خارجية
- ماغنوس وسترغارد على موقع قاعدة بيانات كرة القدم.إي يو (الإنجليزية)
- ماغنوس وسترغارد على موقع Soccerbase.com (لاعب) (الإنجليزية)
- ماغنوس وسترغارد على موقع Soccerway.com (الإنجليزية)